# Bézu-Saint-Éloi
Pour les articles homonymes, voir Bézu et Saint-Éloi.
Bézu-Saint-Éloi est une commune française située dans le département de l'Eure en Normandie.
Les habitants sont des Baciviens.

## Géographie

### Localisation
|           | Heudicourt      | Saint-Denis-le-Ferment |
| Étrépagny | Bézu-Saint-Éloi | Gisors                 |
|           | Bernouville     | Neaufles-Saint-Martin  |

### Hydrographie
La commune est située dans le bassin Seine-Normandie. Elle est drainée par la Bonde, la Levrière et divers autres petits cours d'eau,.
La Bonde, d'une longueur de 18 km, prend sa source dans la commune de Nojeon-en-Vexin et se jette  dans la Levrière sur la commune, après avoir traversé sept communes.
La Levrière, d'une longueur de 24 km, prend sa source dans la commune de Bézu-la-Forêt et se jette  dans l'Epte à Neaufles-Saint-Martin, après avoir traversé huit communes.

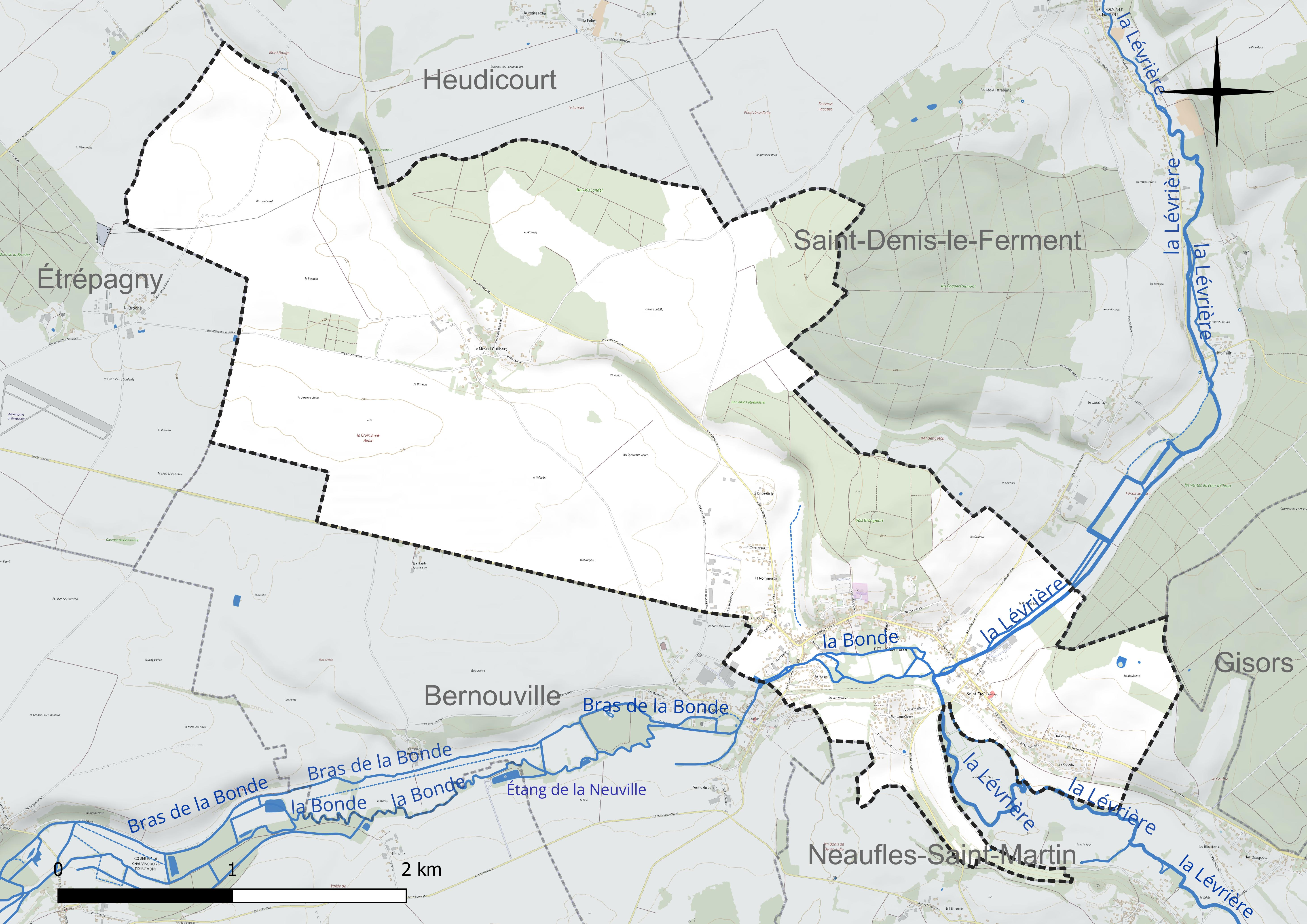
Réseau hydrographique de Bézu-Saint-Éloi.

### Climat
Pour des articles plus généraux, voir Climat de la Normandie et Climat de l'Eure.
En 2010, le climat de la commune est de type climat océanique dégradé des plaines du Centre et du Nord, selon une étude du CNRS s'appuyant sur une série de données couvrant la période 1971-2000. En 2020, Météo-France publie une typologie des climats de la France métropolitaine dans laquelle la commune est exposée à un climat océanique et est dans la région climatique  Sud-ouest du bassin Parisien, caractérisée par une faible pluviométrie, notamment au printemps (120 à 150 mm) et un hiver froid (3,5 °C). Parallèlement le GIEC normand, un groupe régional d’experts sur le climat, différencie quant à lui, dans une étude de 2020, trois grands types de climats pour la région Normandie, nuancés à une échelle plus fine par les facteurs géographiques locaux. La commune est, selon ce zonage, exposée à un « climat des plateaux abrités », correspondant aux plaines agricoles de l’Eure, avec une pluviométrie beaucoup plus faible que dans la plaine de Caen en raison du double effet d’abri provoqué par les collines du Bocage normand et par celles qui s’étendent sur un axe du Pays d'Auge au Perche.
Pour la période 1971-2000, la température annuelle moyenne est de 10,6 °C, avec  une amplitude thermique annuelle de 14,3 °C. Le cumul annuel moyen de précipitations est de 720 mm, avec 11,4 jours de précipitations en janvier et 7,7 jours en juillet. Pour la période 1991-2020, la température moyenne annuelle observée sur la station météorologique la plus proche, située sur la commune d'Étrépagny à 7 km à vol d'oiseau, est de 11,3 °C et le cumul annuel moyen de précipitations est de 774,0 mm,. Pour l'avenir, les paramètres climatiques de la commune estimés pour 2050 selon différents scénarios d’émission de gaz à effet de serre sont consultables sur un site dédié publié par Météo-France en novembre 2022.

## Urbanisme

### Typologie
Au 1er janvier 2024, Bézu-Saint-Éloi est catégorisée bourg rural, selon la nouvelle grille communale de densité à 7 niveaux définie par l'Insee en 2022.
Elle est située hors unité urbaine. Par ailleurs la commune fait partie de l'aire d'attraction de Paris, dont elle est une commune de la couronne,. 

### Occupation des sols
L'occupation des sols de la commune, telle qu'elle ressort de la base de données européenne d’occupation biophysique des sols Corine Land Cover (CLC), est marquée par l'importance des territoires agricoles (75,8 % en 2018), en diminution par rapport à 1990 (76,7 %). La répartition détaillée en 2018 est la suivante : 
terres arables (66,2 %), forêts (15,9 %), prairies (9,3 %), zones urbanisées (8,2 %), zones agricoles hétérogènes (0,3 %). L'évolution de l’occupation des sols de la commune et de ses infrastructures peut être observée sur les différentes représentations cartographiques du territoire : la carte de Cassini (XVIIIe siècle), la carte d'état-major (1820-1866) et les cartes ou photos aériennes de l'IGN pour la période actuelle (1950 à aujourd'hui).

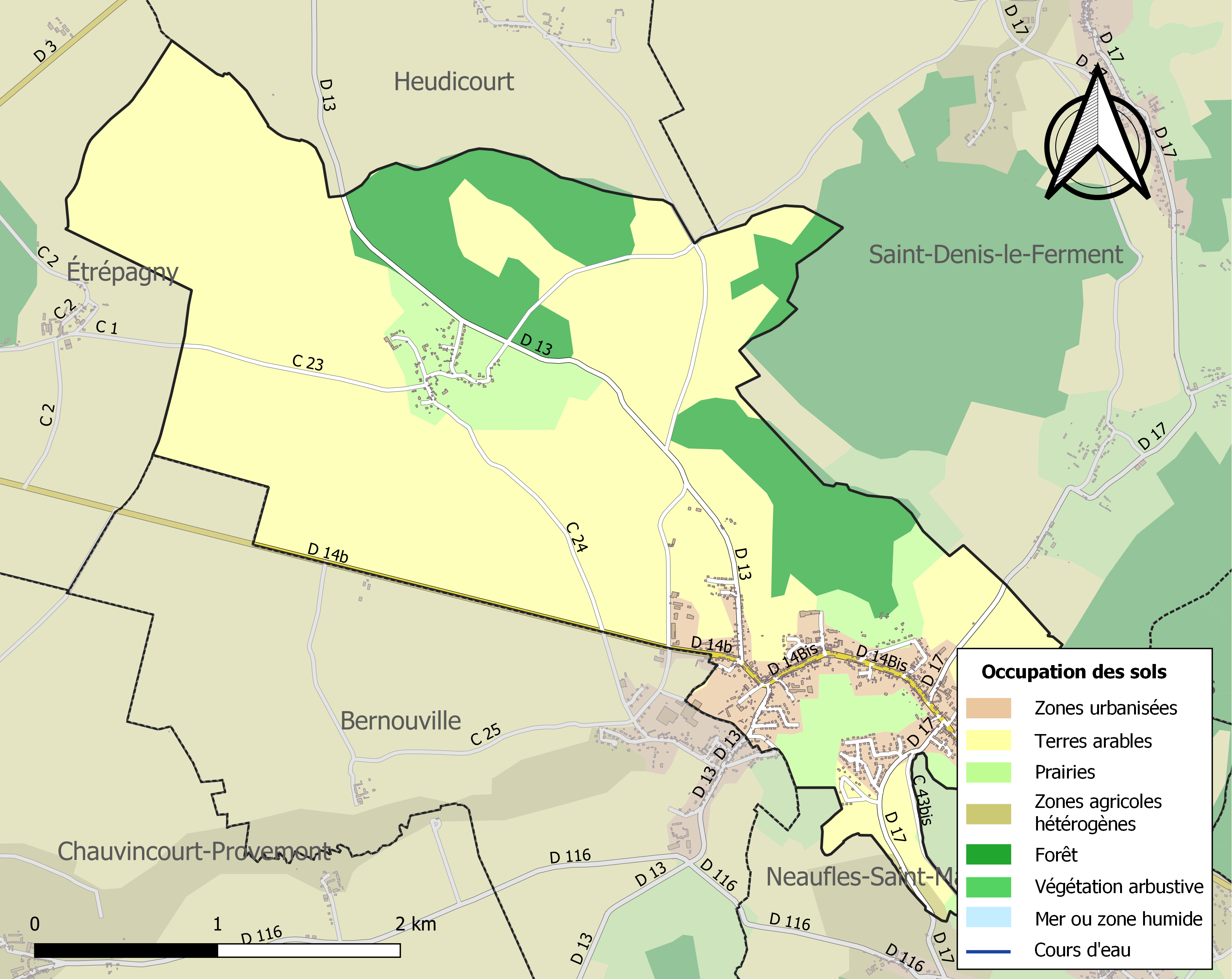
Carte des infrastructures et de l'occupation des sols de la commune en 2018 (CLC).

### Voies de communication et transports
La commune est desservie, en 2023, par la ligne 609 du réseau interurbain de l'Oise et par les lignes 206, 208 et 219 du réseau Nomad Car 27,,.

## Toponymie
Le nom de la localité est attesté sous la mention Bacivum superius entre 691 et 706 dans une charte de Clovis III, sous la mention Bacivo superiore entre 750 et 775, sous les formes Basiu en 854, Sanctus Eligius de Bezuto en 1181 (bulle de Luce III), Saint Eloi de Besu en 1408, appelé Bézu-le-Long jusqu'en 1845.
Bézu, voir toponymie de Bézu-la-Forêt.
Saint-Éloi est un hagiotoponyme et fait allusion à Saint Éloi (588, vers 660), évêque de Noyon, orfèvre et monnayeur, eut une fonction de ministre des finances auprès de Dagobert Ier.

## Histoire
Le village de Saint-Éloi y étant annexé en 1845, Bézu-le-Long est devenue Bézu-Saint-Éloi.

## Politique et administration
| Période                                  | Période    | Identité   | Étiquette | Qualité |
| ---------------------------------------- | ---------- | ---------- | --------- | ------- |
| Les données manquantes sont à compléter. |            |            |           |         |
| mars 1994                                | avril 2020 | Yves Petit | UMP       |         |

## Démographie
L'évolution du nombre d'habitants est connue à travers les recensements de la population effectués dans la commune depuis 1793. Pour les communes de moins de 10 000 habitants, une enquête de recensement portant sur toute la population est réalisée tous les cinq ans, les populations de référence des années intermédiaires étant quant à elles estimées par interpolation ou extrapolation. Pour la commune, le premier recensement exhaustif entrant dans le cadre du nouveau dispositif a été réalisé en 2005.

En 2022, la commune comptait 1 616 habitants, en évolution de +8,38 % par rapport à 2016 (Eure : −0,25 %, France hors Mayotte : +2,11 %).
| 1793 | 1800 | 1806 | 1821 | 1831 | 1836 | 1841 | 1846 | 1851 |
| ---- | ---- | ---- | ---- | ---- | ---- | ---- | ---- | ---- |
| 219  | 200  | 267  | 344  | 475  | 515  | 505  | 822  | 814  |

| 1856 | 1861 | 1866 | 1872 | 1876 | 1881 | 1886 | 1891 | 1896 |
| ---- | ---- | ---- | ---- | ---- | ---- | ---- | ---- | ---- |
| 805  | 757  | 734  | 726  | 701  | 700  | 747  | 729  | 713  |

| 1901 | 1906 | 1911 | 1921 | 1926 | 1931 | 1936 | 1946 | 1954 |
| ---- | ---- | ---- | ---- | ---- | ---- | ---- | ---- | ---- |
| 734  | 726  | 759  | 690  | 683  | 655  | 601  | 619  | 615  |

| 1962 | 1968 | 1975 | 1982 | 1990  | 1999  | 2005  | 2006  | 2010  |
| ---- | ---- | ---- | ---- | ----- | ----- | ----- | ----- | ----- |
| 678  | 750  | 747  | 730  | 1 061 | 1 170 | 1 202 | 1 196 | 1 386 |

| 2015  | 2020  | 2022  | - | - | - | - | - | - |
| ----- | ----- | ----- | - | - | - | - | - | - |
| 1 482 | 1 572 | 1 616 | - | - | - | - | - | - |

## Économie
Au XXe siècle, fabrication de freins pour cycles par les établissements Lamarque (marque LAM), puis Maillard.

## Culture locale et patrimoine

### Lieux et monuments
- Église Saint-Rémi[26], élément d'un prieuré dépendant de l'abbaye de la Croix-Saint-Leufroy
- Chalet construit au début du XIXe siècle pour Adolphe Brongniart[27] au hameau du Vert-Buisson[28]
- Manoir du Mesnil-Guilbert[29] 49° 17′ 45″ N, 1° 42′ 07″ E
- Manoir[30]
- Château fort, vestiges bordés en partie par la Bonde[31] dénommée localement tour de la reine Blanche (à distinguer de celle de Neaufles-Saint-Martin)

### Patrimoine naturel
ZNIEFF de type 2
- La haute vallée de la Levrière[32].

### Personnalités liées à la commune
- Édouard Charles Franklin Brongniart (1830-1903 à Bézu-Saint-Éloi), artiste-peintre et inspecteur de l'enseignement secondaire[33].
- André Brongniart (1888-1956), auteur du clocher de l'église Saint-Remi[34].
- « El Babouindor » dit Pierre-Louis Riquebourg est une légende du club de foot du village, ayant inscrit plus de 300 buts en championnat. Numéro 9 historique du club, il est connu notamment pour son retourné offrant la victoire à son équipe lors du derby contre le FC Gisors au cours de la saison 2015-2016. Héros local pour les uns, mythe controversé pour les autres, sa carrière a également été marquée par quelques zones d’ombre : des rumeurs persistantes de dopage et plusieurs enquêtes sur des matchs supposément truqués. Mais comme il le dit lui-même : « Tant qu’y a but, y a pas triche. »

### Héraldique
| Armes de Bézu-Saint-Éloi | Elles peuvent se blasonner ainsi aujourd'hui : parti, au premier d'hermine, au second d'azur à une crosse d'or, au chef de gueules chargé d'un léopard d'or accosté de deux fers à cheval du même cloutés de sable. Le léopard d'or des armoiries de Bézu-Saint-Éloi rappelle les armoiries de la Normandie. |